# Ручейная улица (Сестрорецк)
Руче́йная у́лица — улица в городе Сестрорецке Курортного района Санкт-Петербурга. Проходит от Приморского шоссе до Финского залива.
Название известно с 1912 года. Оно связано с тем, что улица проходит вдоль Горского ручья.

## Перекрёстки
- Приморское шоссе
- 1-я Луговая улица
- 2-я Луговая улица